# Norra kajen, Helsingfors

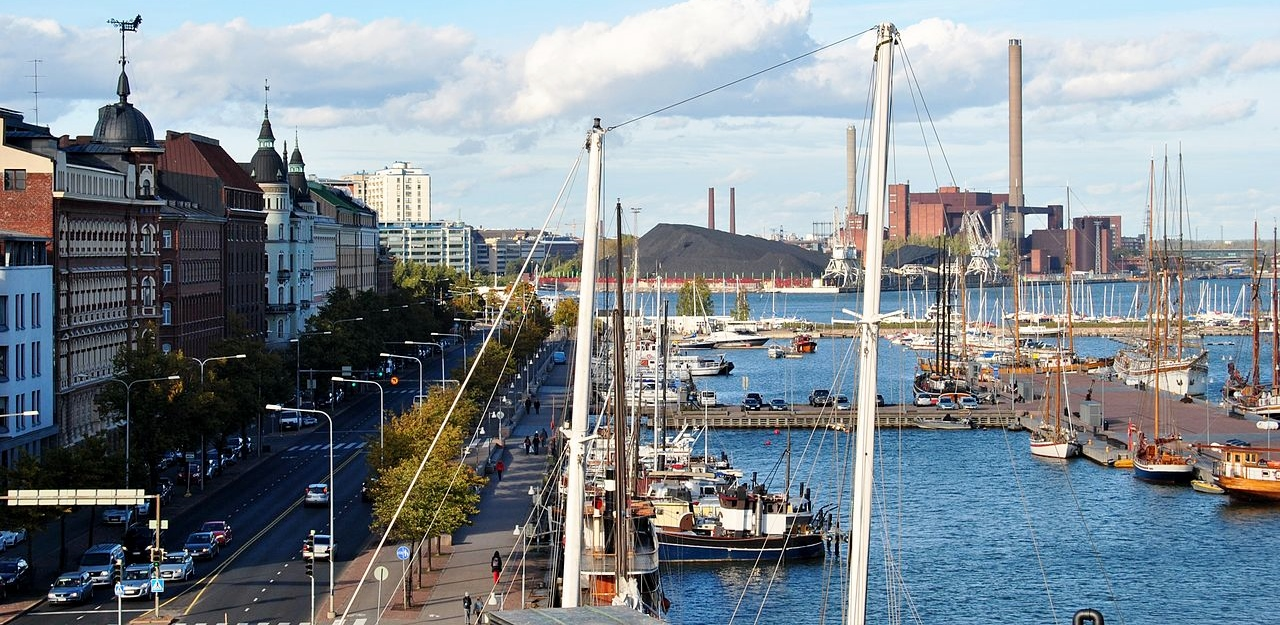
Vy över Norra kajen.

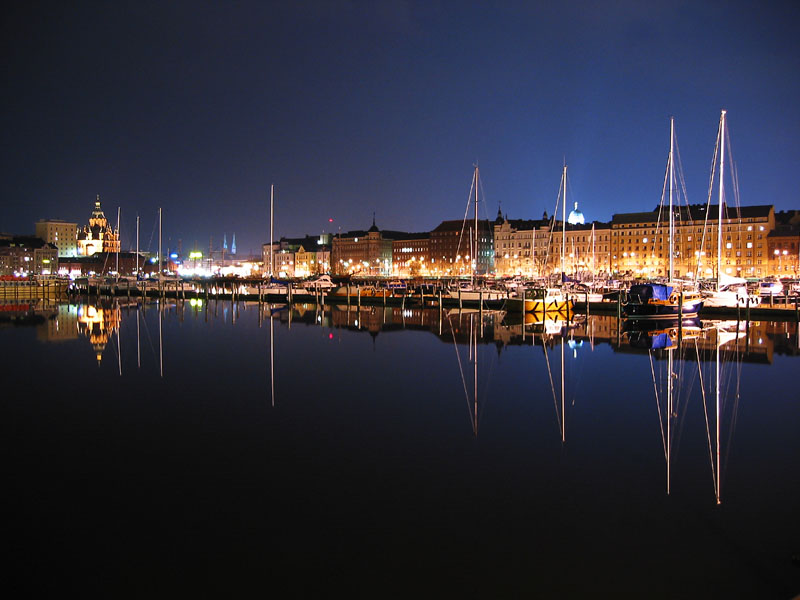
Norra kajen på natten.

Norra kajen (finska: Pohjoisranta) är en gata i centrala Helsingfors i stadsdelen Kronohagen. Gatan bildar den östliga gränsen för Kronohagen. Den är känd bland annat för Vedkajen, som numera fungerar som historiska skutors hemplats i Helsingfors. Vedkajen har fått sitt namn från de tider när Norra kajen var viktig importhamn för träprodukter. Hela Helsingfors hamn låg i Norra kajen på 1600- och 1700-talet. Det finns också en broförbindelse från Norra kajen till Tjärholmen.

## Byggnader vid Norra Kajen
| Adress            | År   | Arkitekt                                 | Smeknamn                |
| ----------------- | ---- | ---------------------------------------- | ----------------------- |
| Norra kajen 2     | 1908 | Theodor Decker                           |                         |
| Norra kajen 2     | 1996 | Kirsti Sivén                             |                         |
| Norra kajen 4     | 1885 | Theodor Höijer                           | Standertskjöldska huset |
| Norra kajen 6     | 1882 | Theodor Höijer                           | Bäcks hus               |
| Norra kajen 8     | 1926 | David Frölander-Ulf                      |                         |
| Norra kajen 10    | 1900 | Lars Sonck, Onni Tarjanne (Törnqvist)    |                         |
| Norra kajen 12    | 1899 | Sebastian Gripenberg, Magnus Schjerfbeck | Donnerska huset         |
| Norra kajen 14-16 | 1926 | Toivo Pujanen                            |                         |
| Norra kajen 18    | 1885 | Albert Mellin                            |                         |
| Norra kajen 20    | 1929 | K.V. Lehtovuori                          | Kiholinna               |
| Norra kajen 22    | 1954 | Esko Toiviainen                          |                         |
| Norra kajen 24    | 1961 | Pentti Ahola                             |                         |